# Royal Typewriter Company Building
El Royal Typewriter Company Building se ubicaba en el número 150 de New Park Avenue, en el barrio de Parkville de Hartford, Connecticut. Construido en 1907, fue la principal planta de fabricación de la Royal Typewriter Company, un importante empleador local, hasta 1972. La mayor parte del edificio fue destruida por un incendio en 1992; el resto fue posteriormente demolido y el sitio ahora alberga un centro comercial, donde se encuentra una placa conmemorativa. El edificio, uno de los ejemplos más grandes de la ciudad de la construcción de molinos de finales del siglo XIX, fue incluido en el Registro Nacional de Lugares Históricos en 1989. 

## Descripción e historia
El emplazamiento de la fábrica de la Royal Typewriter Company se encontraba en el lado este de New Park Avenue, aproximadamente entre Kane Street y Francis Avenue. Consistía en un eje longitudinal paralelo a la calle, del cual se proyectaban siete amplios pabellones hacia la misma. A pesar de su construcción en el siglo XX, el edificio se construyó utilizando métodos de construcción industrial del siglo XIX, incluyendo muros de carga de ladrillo. Estilísticamente, el edificio presentaba una mezcla ecléctica de elementos victorianos, incluyendo almenas góticas y torres elaboradamente decoradas.

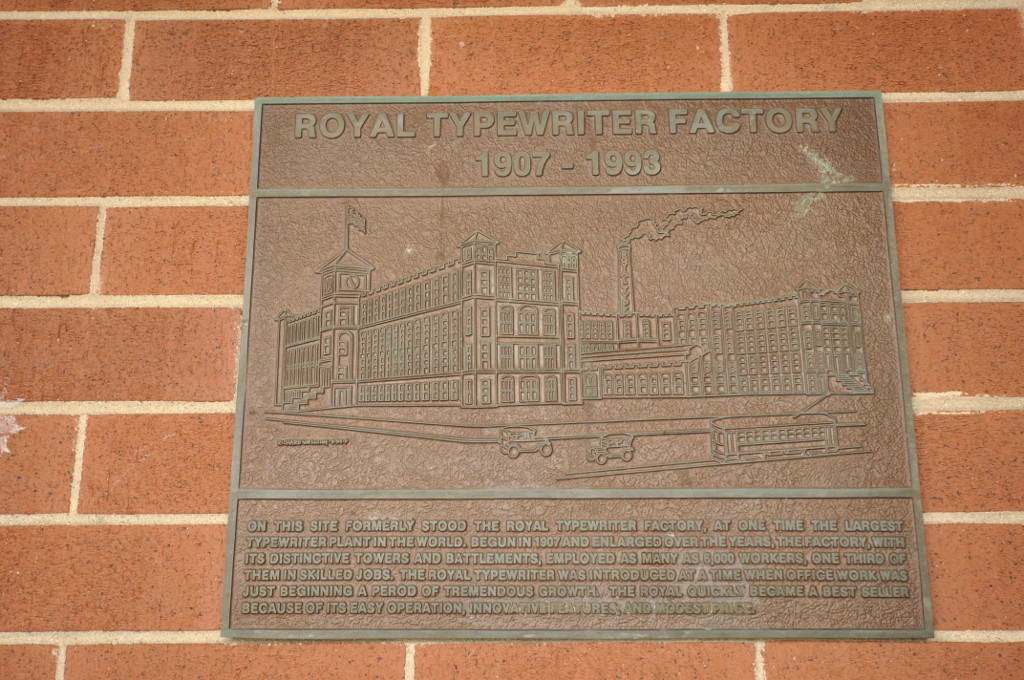
Placa conmemorativa en el lugar

La parte más antigua del edificio, su extremo noreste, se construyó en 1907, y la estructura fue creciendo gradualmente, alcanzando su máximo tamaño alrededor de 1947. En su apogeo, fue el eje central del liderazgo de Hartford en la producción mundial de máquinas de escribir, junto con la competidora Underwood Typewriter Company. Royal Typewriter se fundó en Brooklyn, Nueva York, en 1906, pero rápidamente superó la capacidad de sus pequeñas instalaciones. Charles Cook adquirió una participación mayoritaria en la empresa y fue clave en la reubicación de sus operaciones de fabricación a Hartford en 1909. Tras una serie de fusiones corporativas, la planta de producción de Hartford cerró en 1972.
Varios esfuerzos para adaptar el complejo a otros usos fracasaron en los años siguientes, y aproximadamente dos tercios del complejo fueron destruidos por un incendio en 1992. Los restos supervivientes de la fábrica fueron posteriormente demolidos, y en su lugar se construyó un supermercado.